# Spółgłoska boczna szczelinowa ejektywna dziąsłowa
Spółgłoska boczna szczelinowa ejektywna dziąsłowa – rodzaj dźwięku spółgłoskowego występujący w językach naturalnych. W Międzynarodowym alfabecie fonetycznym oznaczany jest symbolem [ɬʼ].

## Artykulacja
W czasie artykulacji artykulacji wariantu dziąsłowego [ɬʼ]:
- modulowany jest prąd powietrza powstały w wyniku ruchu krtani do góry przy zwartych wiązadłach głosowych, czyli artykulacja tej spółgłoski wymaga inicjacji krtaniowej i egresji;
- tylna część podniebienia miękkiego zamyka dostęp do jamy nosowej, prąd powietrza uchodzi przez jamę ustną;
- prąd powietrza w jamie ustnej przepływa po bokach języka;
- przednia część języka lub jego sam koniuszek tworzy tuż za górnymi dziąsłami szczelinę. Szczelina ta jest na tyle wąska, że prąd powietrza przepływa szybko i tworzy charakterystyczny szum;
- więzadła głosowe nie drgają, spółgłoska ta jest bezdźwięczna.

## Wykorzystanie
Spółgłoska boczna szczelinowa ejektywna dziąsłowa występuje w językach: adygejskim, kabardyjskim i tlingit. 